# روي فيزيلينغ
روي فيزيلينغ (بالهولندية: Roy Wesseling)‏ هو لاعب كرة قدم ومدرب كرة قدم هولندي، ولد في 25 أكتوبر 1964 في هارلم في هولندا. لعب مع أياكس أمستردام.